# 653. nehéz páncélvadász-osztály
A 653. nehéz páncélvadász-osztály (németül: schwere Panzerjäger-Abteilung 653, sPzJägAbt 653) a Wehrmacht egyik alakulata volt a második világháború során. Az alakulatot 1943. március 31-én állították fel a 197. rohamlövegdandár (StuGAbt 197) személyi állományából. Ferdinand/Elefant majd Jagdtiger páncélvadászokkal felszerelve a háború végéig harcolt. Bevetésre került mind a keleti, mind a nyugati fronton, egy százada megjárta az olasz frontot is. Első bevetése a kurszki csatában volt.

## Ferdinand páncélvadászok
Az egységet 1943 tavaszán 45 Ferdinand páncélvadásszal látták el. Három százada egyenként 14 járművel rendelkezett, amihez jött még az osztály parancsnokának, Steinwachs őrnagynak parancsnoki szakasza 3 járművel. Maguk a századok három 4 páncélvadászból álló szakaszra voltak osztva.
1943 júniusában a 653. és 654. páncélvadász-osztályokat (44 Ferdinand páncélvadásszal felszerelve, vezetője Noak őrnagy) a keleti frontra irányították. A 216. rohampáncélos osztállyal (Sturmpanzer-Abteilung 216, 45 Sturmpanzer IV Brummbär rohampáncélossal felszerelve) közösen alkották a 656. páncélvadász-ezredet von Jungenfeldt alezredes parancsnoksága alatt. A Citadella hadművelet (Unternehmen Zitadelle) során ez az ezred a XXXXI. hadtesthez tartozott a kurszki kiszögellés északi részén. Fő feladata az ellenséges páncélosok nagy távolságból való leküzdése és az ellenséges védelmi vonalak bunkereinek semlegesítése volt. A Ferdinandok rendkívül pontos 88 mm-es lövegüknek köszönhetően ebben a szerepkörben kimagasló eredményeket értek el, amiért az 1943. augusztus 6-i Wehrmacht-jelentésben külön megemlítik az egységet: „1943. július 27-ig a 656. ezred 502 szovjet páncélost, 100 tüzérségi és 20 páncéltörő löveget semmisített meg...” Ezek közül 320 páncélost a Citadella-hadművelet július 13-i lezárása előtt jelentett kilőttnek az ezred. Ez idő alatt 13 páncélvadászt és 24 elesett vagy eltűnt katonát veszítettek. 
Az ezred továbbra is a keleti fronton maradt és az Orel környékén indított szovjet offenzíva elhárítására vetették be. Augusztus 25-én a 654. osztály megmaradt 19 Ferdinandját átadta a 653-asoknak, a személyi állományát Orléans-ba küldték, hogy ott Jagdpantherekkel szereljék fel. Szeptembertől novemberig a 653. nehéz páncélvadász-osztály a nyikopoli hídfőig hátrálva harcolt. 
| 653. osztály kilövési statisztikája 1943 novemberéig | páncélos | páncélvadász | tüzérségi löveg | páncéltörő löveg |
| kilövés                                              | 582      | 103          | 133             | 344              |

1943. december 16-án a 656. páncélvadász-ezredet feloszlatták és a 653-asok ettől az időponttól mint önálló egység harcoltak tovább.

## Elefant páncélvadászok
1944 januárja és márciusa között a megmaradt 50 Ferdinand páncélvadászt karbantartás céljából visszahívták St. Valentinbe a Nibelung-művekhez. Itt több módosítást hajtottak végre rajtuk a harci tapasztalatok alapján: felszerelték őket egy géppuskával a törzs elülső részén, módosították a parancsnoki kupolát a kedvezőbb kilátás érdekében és a lánctalpakat is szélesebbre cserélték.
A módosításokkal névváltoztatás is járt, május 1-től a Ferdinandokat hivatalosan Elefant névvel jelölték. A 48 átalakított jármű a 653. osztály állományába került, melynek 1. századát (1./653) 11 páncélvadásszal egy műszaki szakasz kíséretében Olaszországba vezényelték ahol az anzio-nettunoi harcokban vett részt. 1944. június 25-én az 1. század már csak két harcképes Elefant páncélvadásszal rendelkezett. Legtöbbjük a járhatatlan terepen elszenvedett mechanikai problémák áldozatává vált. 

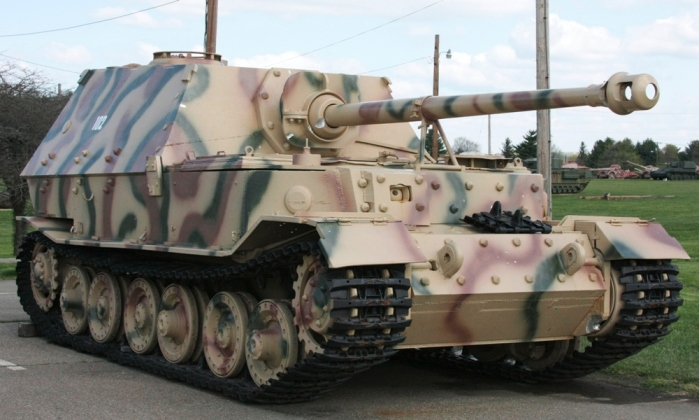
Az 1/653. Elefant páncélvadásza, Aberdeen, Georgia

Áprilisban a többi századot a keleti frontra irányították, ahol az 1. páncélos-hadsereg kötelékében tevékenykedett Ukrajna északi részén Tarnopol térségében. Július 1-jén a zászlóalj még 34 Elefant páncélvadásszal rendelkezett. Az 1944. július 18-i nagy szovjet offenzíva kezdetét követően a bevethető járművek száma hamar megcsappant és századerőnél is kisebbre zsugorodott, a két Bergepanzer Tiger (P) műszaki mentőharckocsi is odaveszett. A harcok egészen 1944 augusztus 3-ig elhúzódtak és az ekkor még bevethető 12 Elefantot a 2. századba vonták össze. Ezt az egységet december 15-től 614. páncélvadász-század (Panzerjäger-Kompanie) névvel jelölték és a keleti front védelmi harcaiban egészen a berlini csatáig részt vett. Az utolsó nagy orosz támadás megindításakor a fővároshoz közeli Zossennél még 4 Elefanttal rendelkezett.

## Jagdtiger páncélvadászok

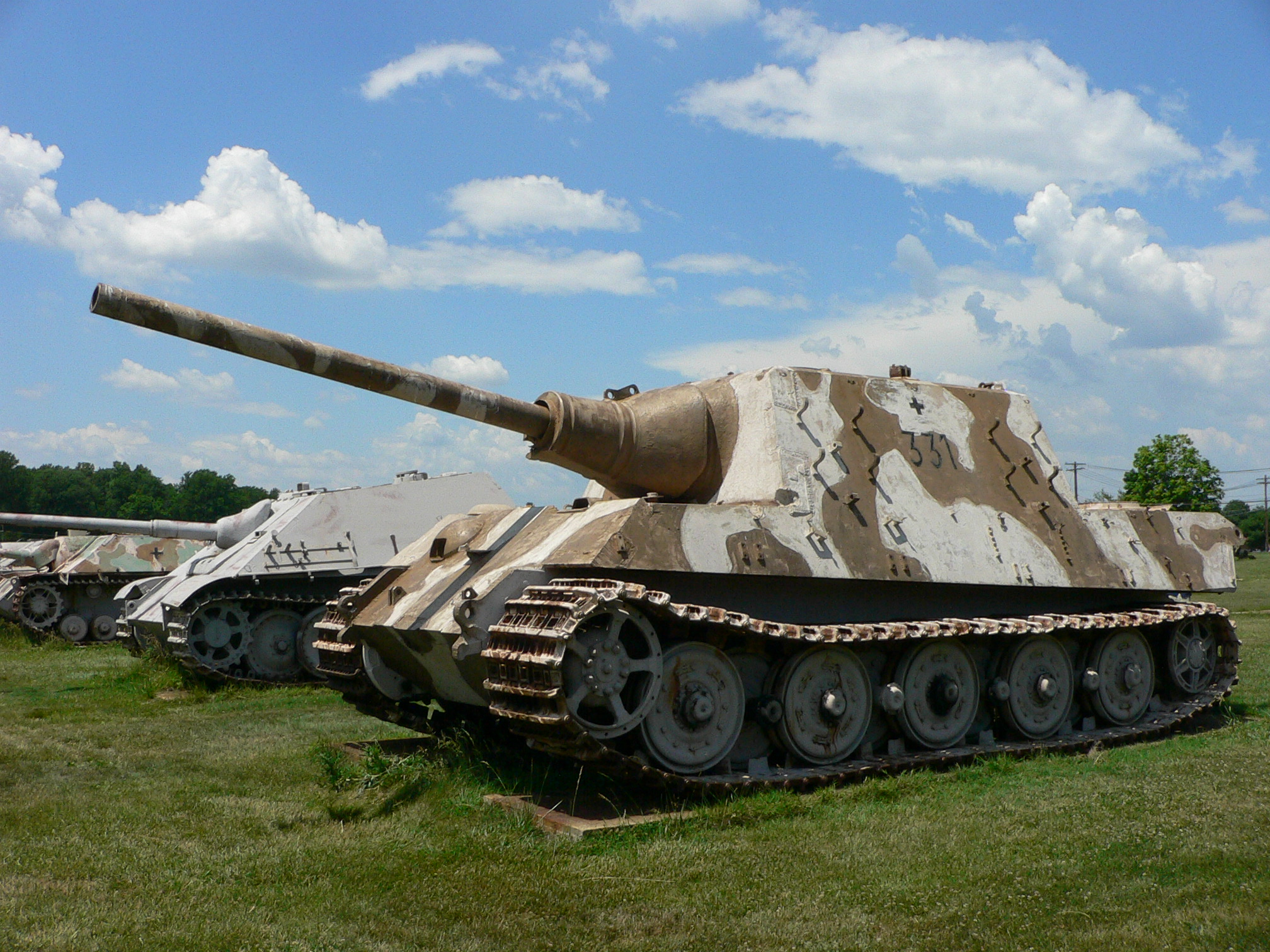
A 653. osztály egyik Jagdtigere, Aberdeen, Georgia

A frontról kivont 3. század és az Olaszországból visszatért 1. század új harceszközre való átképzése 1944. szeptember 9-én kezdődött a fallingsbosteli 500. páncélos kiképző- és tartalékos zászlóaljnál. Az 512. nehéz páncélvadász osztály mellett a 653. osztály volt a másik olyan egység melyet Jagdtigerekkel szereltek fel. 1944 októberében a Döllersheimben állomásozó alakulathoz érkezett be az első 12 gyári új Jagdtiger páncélvadász. A kiképzés során a kezelőszemélyzet az előállító Nibelungen-műveknél közvetlenül részt vett a harcjárművek legyártásában Sankt Valentinben, hogy így is jobban megismerhessék az új fegyvert. Novemberben további 7 páncélvadász utaltak ki az alakulathoz. Decemberben az osztályt 16 Jagdtigerrel felszerelve a nyugati frontra irányították, hogy a decemberi ardenneki offenzívában részt vegyenek. Itt az osztályt ismét megosztottan tervezték bevetni. Az 1. századot a 15. hadsereghez osztották be a tervezett támadás jobb szárnyán, északon, míg a 3. századot a 17. „Götz von Berlichingen” SS-páncélgránátos hadosztályhoz rendelték délen.
| sPzJägAbt 653     | Összesen | Tiszt | Hivatalnok | Altiszt | Legénység | Külsős segítők |
| személyi állomány | 925      | 28    | 5          | 261     | 618       | 13             |

| sPzJägAbt 653  | Jagdtiger | Bergepanzer V műszaki mentő harcjármű | lövészpáncélos | motorkerékpár | személygépkocsi | tehergépkocsi | 1–5 t vontató | 8–18 t vontató | géppuska |
| eszközállomány | 45        | 5                                     | 10             | 20            | 39              | 121           | 8             | 13             | 68       |

Az offenzíva kedvezőtlen lefolyása megakadályozta az alakulat bevetését, így a Jagdtigerek csak a januárban Elzászban indított Északi szél hadműveletben (Unternehmen Nordwind) vehettek részt. 1945. január 4-én vett részt az első három páncélvadász a támadásban. Január 9-én lőtték ki az elsőt egy bazooka-páncéltörő gránáttal. Mind a hat kezelő életét veszítette. Már az első bevetések során kiderült, hogy a páncélvadász hajlamos mechanikai meghibásodásokra, mely a bevethető járművek számát nagyban korlátozta. A hónap végéig még hajtottak végre kisebb támadásokat bunkerek ellen Auenheim környékén.
Február elején az újraegyesített osztályt a hagenaui erdő körzetébe helyezték át. Március 15-én francia csapatok indítottak támadást a Moder folyón át és két napi harc után sikerült átkelniük. A páncélvadász-osztály többször is ellentámadást intézett. A hónap végéig repülőgépekről indított rakétatámadásokban és ellenséges tüzérségi tűzben kilenc jármű olyan mértékben rongálódott meg, hogy többé már nem voltak bevethetőek és fel kellett robbantani őket. A csapat parancsnokát, Grillenberger őrnagyot a taktikai kudarcai miatt hadnaggyá fokozták le. Az új parancsnok Rolf Fromme őrnagy lett. Áprilisban a zászlóalj a Nordheim–Ludwigsburg–Crailsheim–Nürnberg-, majd a München–Salzburg-vonalon visszavonulva folytatott védekező harcokat. Május 5-én Strengbergnél az alakulat egyes részei megadták magukat az amerikaiaknak. Az alakulat többi része május 8-án tette le a fegyvert.
| Jagdpanzer VI Jagdtiger | Januar 4. | Februar 5. | März 4. | März 30. | April 3. | April 14. | April 26. |
| meglévő                 | 7         | 41         | 39      | 28       | 23       | 17        | 14        |
| bevethető               | 6         | 22         | 31      | 6        | 1        | 10        | 1         |
| javítás alatt           | 1         | 19         | 8       | 22       | 22       | 7         | 13        |

A Jagdtigerek mindössze 30%-a veszett oda ellenséges behatás következtében. A többit saját személyzete kényszerült felrobbantani vagy mechanikai problémák miatt kellett hátrahagyni. Jagdtigerekkel felszerelve az alakulat több mint 200 ellenséges harcjárművet semmisített meg.

## Fordítás
- Ez a szócikk részben vagy egészben  a(z)   653rd Heavy Panzerjäger Battalion című angol Wikipédia-szócikk ezen változatának fordításán alapul.  Az eredeti cikk szerkesztőit annak laptörténete sorolja fel. Ez a jelzés csupán a megfogalmazás eredetét és a szerzői jogokat jelzi, nem szolgál a cikkben szereplő információk forrásmegjelöléseként.
- Ez a szócikk részben vagy egészben  a   Schwere Panzerjäger-Abteilung 653 című német Wikipédia-szócikk ezen változatának fordításán alapul.  Az eredeti cikk szerkesztőit annak laptörténete sorolja fel. Ez a jelzés csupán a megfogalmazás eredetét és a szerzői jogokat jelzi, nem szolgál a cikkben szereplő információk forrásmegjelöléseként.